# Région métropolitaine de Chapecó

Localisation de la région métropolitaine de Chapecó

La région métropolitaine de Chapecó (Região Metropolitana de Chapecó en portugais) fut créée en 2007 par la loi n°377 de l'État de Santa Catarina.
Elle regroupait dix-sept municípios formant une conurbation autour de Chapecó. Neuf autres municipalités formaient l'« aire d'expansion » de la région métropolitaine. Au total, 25 municipalités étaient liées dans cette entité territoriale.